# Carminodoris spinobranchialis
Carminodoris spinobranchialis is een slakkensoort uit de familie van de Discodorididae. De wetenschappelijke naam van de soort is voor het eerst geldig gepubliceerd in 1992 door Ortea & Martínez.